# Square Metre Rule

Vigilant, un 22 m2 dessiné par Uffa Fox en 1930

La Square Metre Rule officiellement nommée Square Metre Skerry Cruiser Class Rule est une jauge de course créée en Suède en 1908. Destinée à favoriser la construction de voiliers de course adaptés aux conditions particulières de navigation autour des îlots de la mer Baltique, cette jauge, dont la principale contrainte d'origine est la surface de voile, a généré des voiliers longs et étroits à grand allongement de voilure allant de la classe des 15 m2 à celle des 150 m2.
Le nom de ces bateaux, les Skerry Cruisers  vient du suédois skärgårdskryssare signifiant croiseur des îlots, le mot anglais Skerry désignant également une petite île inhabitée.  
Les classes 30 m2 et 40 m2 ont figuré aux épreuves de voile aux Jeux olympiques d'été de 1920 à Anvers.

## L'histoire de la jauge

30 m2 Bijou, Quadratmeter Schärenkreuzer allemand de la fin des années 1960

La jauge initiale  Square Metre rule a été adoptée en 1908 par la Fédération suédoise de voile (Svenska Seglarförbundet). Elle part de l'intention de laisser totalement libre le dessin de la coque en imposant uniquement une surface de voilure. Cette ancienne jauge a subi quelques modifications entre 1908 et 1925. En 1919, une modification des règles fixant les dimensions minimum de la cabine des bateaux vaut à la jauge le surnom de « suitcase rule ».
En 1920, des voiliers de classes 30 et 40 m2 participent aux Jeux olympiques. Mais la concurrence de la jauge internationale se fait sentir. Les architectes dessinant des voiliers de plus en plus longs, étroits et coûteux, aux qualités marines de moins en moins sécurisantes, la jauge est modifiée en 1925. Cette nouvelle jauge a été élaborée par Karl Ljungberg, professeur de mécanique en Suède. Elle précise les proportions d'un bateau théorique défini par 5 dimensions « idéales » : longueur, déplacement, franc-bord, longueur de quille et maître-bau. Elle définit également des échantillonnages. Ces contraintes sont établies pour chacune des classes désignées par leur surface de voilure théorique.
La jauge de 1925 n'a subi que des modifications mineures destinées principalement à intégrer les nouveaux matériaux.
La jauge Square Metre Skerry Cruiser Class Rule  est placée sous l'autorité de la SSKF ( Swedish Square Metre Skerry Cruiser Association ou Svenska skärgårdskryssareförbundet ) en collaboration avec la DSV (Deutscher Segler Verband, la Fédération allemande de voile) et des associations de classes de voiliers, principalement des 30 et 40 m2 SC, de Suède, d'Allemagne et de Hongrie.
Une jauge particulière aux 30 m2 d'Allemagne, de Suisse et d'Autriche est cependant placée sous l'autorité de l'association internationale de la classes des 30 m2 : Internationale Vereinigung der 30 m2 Schärenkreuzer Klasse e.V.
De célèbres architectes et constructeurs ont participé au développement international de la jauge des Skerry Cruisers, comme Uffa Fox et L. F. Herreshoff qui construisit en 1929 quatre 30 m2 pour le Corinthian Yacht Club de Marblehead aux États-Unis.

## Les règles de la jauge

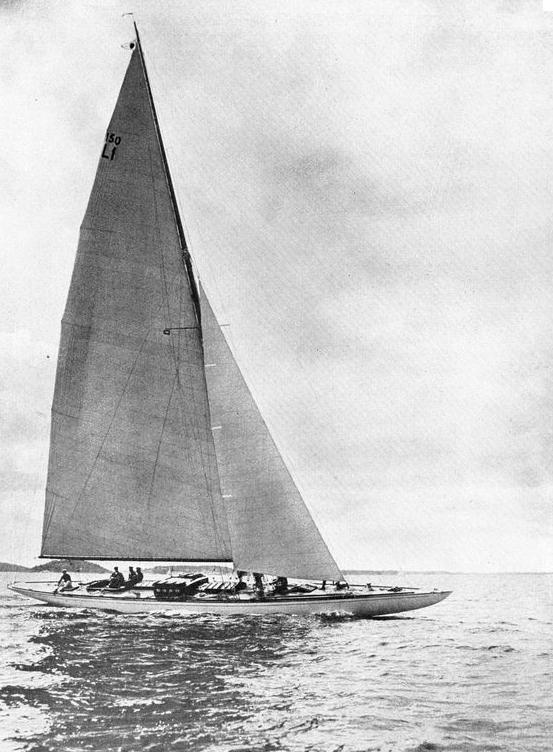
Singoalla, 150 m2, dessiné par Gustaf Estlander en 1920.

La surface de voilure, élément principal de la jauge et définissant les différentes classes, est mesurée en additionnant le triangle avant et le triangle de la grand-voile, compte tenu de certains correcteurs concernant par exemple le rond de la grand-voile et le type de mât, droit ou cintré. La surface réelle des voiles est supérieure à la surface de jauge, les bateaux étant pourvus de focs à grand recouvrement, allant très loin vers l'arrière.
Les autres éléments de la jauge concernent l'échantillonnage et les règles sur les dimensions du bateau théorique (ou idéal) de chaque classe. Le tableau qui suit donne les dimensions mesurées et leurs valeurs idéales pour quatre classes de cette jauge, les autres classes suivant le même type de mesures.
| Dimensions principales de la jauge Square Metre des Skerry Cruisers pour les classes de 15 à 40 m2     |       |              |              |              |              |
| | unité | Classe en m2 | Classe en m2 | Classe en m2 | Classe en m2 |
| Surface des voiles (S)                                                                                 | m2    | 15           | 22           | 30           | 40           |
| Longueur idéale (Li)                                                                                   | m     | 6,50         | 7,80         | 9,10         | 10,50        |
| Déplacement (Wi)                                                                                       | kg    | 790          | 1 320        | 2 000        | 2 940        |
| Maître-bau moyen (bmi) (définissant la section principale)                                             | m     | 1,46         | 1,66         | 1,86         | 2,05         |
| Franc-bord à la section principale (Fi)                                                                | m     | 0,40         | 0,45         | 0,50         | 0,57         |
| Somme des franc-bords aux verticales avant et arrière de la longueur mesurée (Lx) au moins 2.Fi plus : | m     | 0,100        | 0,118        | 0,136        | 0,156        |
| Longueur de quille (Ki)                                                                                | m     | 1,60         | 2,00         | 2,30         | 2,60         |
| Plan horizontal 1 : (h0) hauteur au-dessus du plan 0                                                   | m     | 0,13         | 0,15         | 0,18         | 0,21         |
| Plan vertical 1 : à la distance (a1) du plan axial                                                     | m     | 0,18         | 0,21         | 0,23         | 0,26         |
| Plan vertical 2 : à la distance (a2) du plan axial                                                     | m     | 0,61         | 0,70         | 0,78         | 0,86         |
| Hauteur minimum (h1) de l'intérieur du bordage à h0, à la section principale dans le plan vertical 1   | m     | 0,40         | 0,48         | 0,55         | 0,63         |
| Hauteur minimum (h2) de l'intérieur du bordage à h0, à la section principale dans le plan vertical 2   | m     | 0,19         | 0,23         | 0,27         | 0,31         |

Si la longueur mesurée Lx dépasse la longueur idéale Li, les valeurs du déplacement (Wx), du maître-bau moyen (bmx), du franc-bord à la section principale (Fx) et la longueur de quille (Kx) doivent être augmentées dans les proportions suivantes :
- Déplacement : Wx doit être supérieur ou égal à Wi.(Lx/Li)2
- Maître-bau : bmx doit être supérieur à bmi d'au moins 0,1.(Lx-Li)
- Franc-bord à la section principale : Fx doit dépasser Fi d'au moins 0,04.(Lx-Li)
- Longueur de quille : Kx doit être supérieure ou égale à Ki.(Lx/Li)

Schéma des mesures principales effectuées sur la coque

## Les classes de voiliers de la jauge

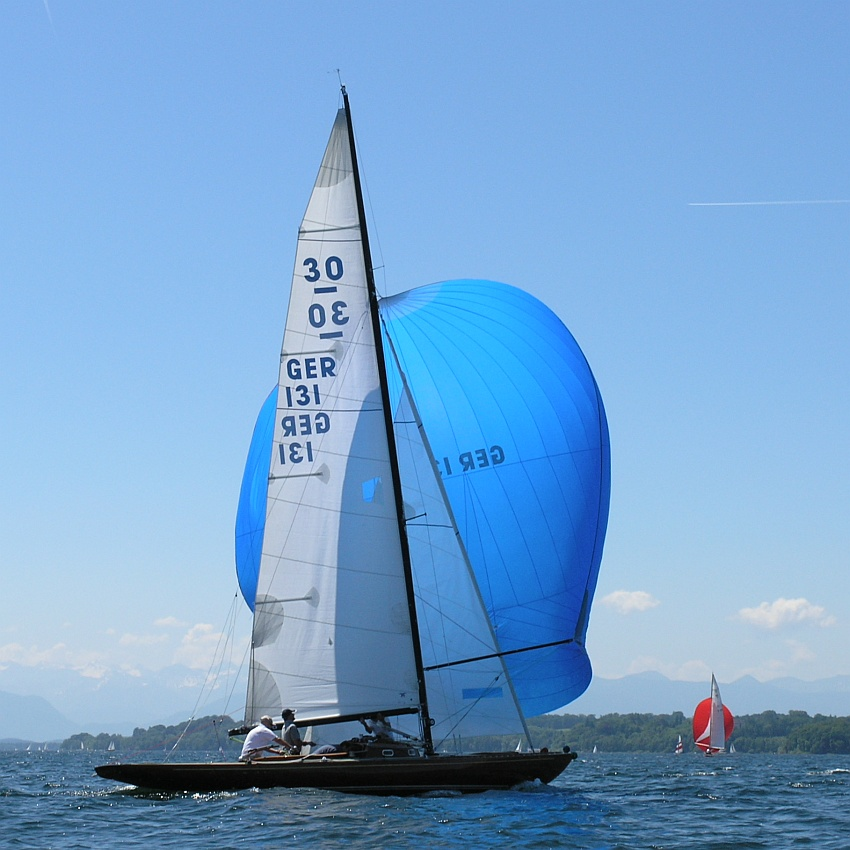
30 m au vent arrière sous spi

La jauge distingue 9 classes de Square Metre Skerry Cruisers : les 15, 22, 30, 40, 55, 75, 95, 120 et 150 m2.
Les classes les plus actives dans les années 2000, répondant aux spécifications plus restrictives de la jauge de 1925 sur les échantillonnages et les dimensions principales puis de ses modifications ultérieures, sont les 22 et 30 m2.
De légères différences existent entre les règlements appliqués en Allemagne en Hongrie et en Suède. Les bateaux hongrois se distinguent par un gréement particulier, un mât en carbone moulé sur un ancien mât cintré en bois. Les 40 m2 allemands sont construits à l'ancienne jauge, d'avant 1925. L'Allemagne a également créé une classe suivant les spécifications du Tabelle B, différentes des modifications de 1925, qui fait des 30 m2 allemands des monotypes qui s'éloignent de l'esprit d'une jauge à restrictions.

## Les22 Square Meter Nordicde Norvège
Les voiliers de la jauge 22 Square Meter Nordic sont issus des Skerry Cruisers suédois, dont la jauge trop peu contraignante avait permis le dessin de bateaux trop extrêmes (très longs et très étroits). Une réunion tenue à Helsinki en 1923 décide de créer deux catégories de 22 m2 : les bateaux à l'ancienne jauge, dite scandinave, portent la lettre O, la nouvelle classe norvégienne portant la lettre N. Ces deux jauges mènent une activité parallèle jusqu'en 1930, ce qui crée la confusion pour la désignation des bateaux dans les revues nautiques. La nouvelle jauge N est pratiquement adoptée en 1925 par l'association des Skerry Cruisers qui fait référence à cette jauge dans l'historique de leur jauge actuelle.

## Les voiliers monotypes inspirés de la jaugeSquare Metre

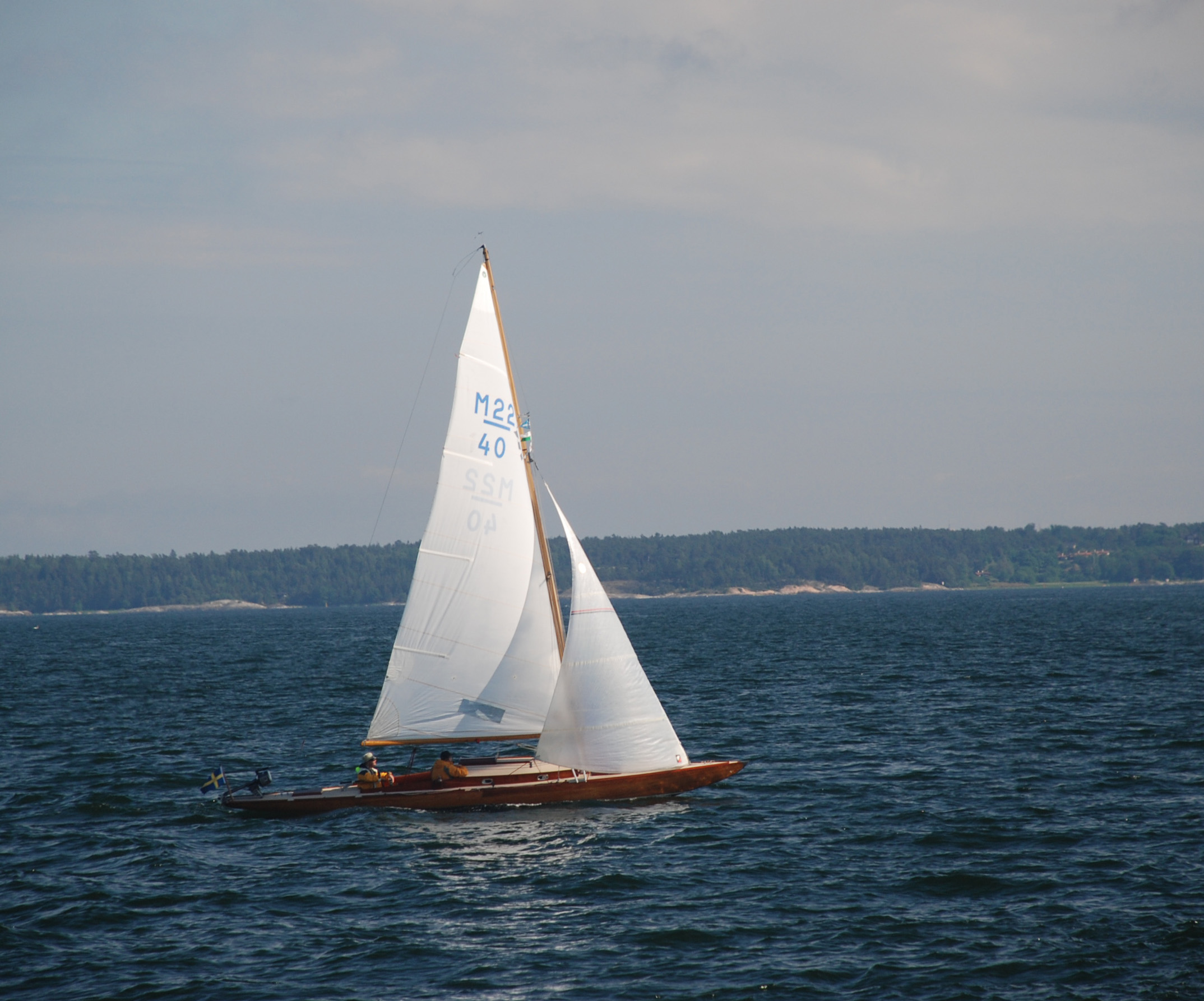
Un Mälar 22, série à restrictions, presque monotype, inspirée de la jauge des Skerry Cruisers

Des monotypes dont le coût de construction était inférieur à ceux des Skerry Cruisers ont hérité de lignes et d'un gréement qui rappellent leur origine :
- Les Mälar, en Suède, à partir des années 1930
- Le Dragon de 1929
- Le Requin, ou Hai, de 1930
- Le Nordic Folkboat à clin, dessiné en 1941 par Tord Sundén